# Бессо, Давид
Давид Бессо (итал. Davide Besso) (28 июля 1845, Триест — 8 августа 1906, Фраскати) — итальянский математик, профессор университета Модены, основатель математического журнала «Periodico di Matematiche».

## Биография
В 1866 году окончил обучение в Пизе и стал преподавать в начальной школе. С 1871 по 1888 году преподавал в Техническом институте в Риме. В 1888 году получил кафедру математического анализа в Модене. Вышел в отставку в 1896 году. В 1886 году в Риме основал математический журнал «Periodico di Matematiche», существующий по настоящее время.

## Научный вклад
Опубликовал около шестидесяти работ по математическому анализу, алгебраическим уравнениям 5-й и 6-й степеней, линейным дифференциальным уравнениям и геометрии.
- Первым исследовал равногранный тетраэдр.

## Избранные публикации
- D. Besso, Di una classe d’equazioni differenziali lineari del terz' ordine integrabile per serie ipergeometriche, Rom. Acc. L. Mem. (3) XIX., Rom. Acc. L. (3) VIII (1884).
- D. Besso, Sul tetraedro a facce eguali (недоступная ссылка), Besso Per. I. 1—12 (1886).
- D. Besso, Di alcune proprietà del triangolo, Besso Per. mat. II. 1—6 (1887).
- D. Besso, Sulla ricerca del volume della piramide triangolare quando sono date le lunghezze dei suoi spigoli, Besso Per. mat. IV. 144—145 (1889).
- D. Besso, Sull' eguaglianza {\displaystyle a^{b}=b^{a}} con {\displaystyle a} e {\displaystyle b} interi e positivi, Besso Per. mat. V. 12—15 (1890).